# Monte Irving
Il Monte Irving (in lingua inglese: Mount Irving) è una montagna antartica, alta 1.950 m, che rappresenta la vetta più elevata dell'Isola Clarence, che fa parte delle Isole Shetland Meridionali, in Antartide.
Alcune fonti più vecchie riportavano un'altezza di 2.300 m.

## Caratteristiche
Il monte, dalla forma arrotondata e ricoperto da uno spesso strato di ghiaccio, è situato nell'Urda Ridge, la catena montuosa che occupa la parte meridionale dell'isola. Ha un aspetto chiaramente preminente nel paesaggio circostante, ed era sicuramente noto ai cacciatori di foche fin dal 1820.
La prima ascensione fu effettuata il 6 dicembre 1970 da un gruppo di membri del Joint Services Expedition to Elephant Island composto dal capitano Crispin Agnew, da John Hult e George Bruce.

## Denominazione
L'attuale denominazione è stata assegnata dall'UK Antarctic Place-names Committee (UK-APC) in onore del retroammiraglio Edmund George Irving, idrografo della Royal Navy nel periodo 1960-1966.
Il monte ha avuto in passato diverse denominazioni, tra cui Mount Bowles dal vicino Capo Bowles